# Bullhead (Dakota Południowa)
Bullhead – jednostka osadnicza w Stanach Zjednoczonych, w stanie Dakota Południowa, w hrabstwie Corson.